# اریک کاردن رابرت منصرق
اریک کاردن رابرت منصرق (انگلیسی: Robert Mansergh; ۱۲ مهٔ ۱۹۰۰ – ۸ نوامبر ۱۹۷۰) فرد نظامی اهل بریتانیا بود. وی همچنین برندهٔ جوایزی همچون صلیب نظامی شده‌است.